# Boxberg’sches Palais

Palais Boxberg, Hauptfassade mit Seitenansicht

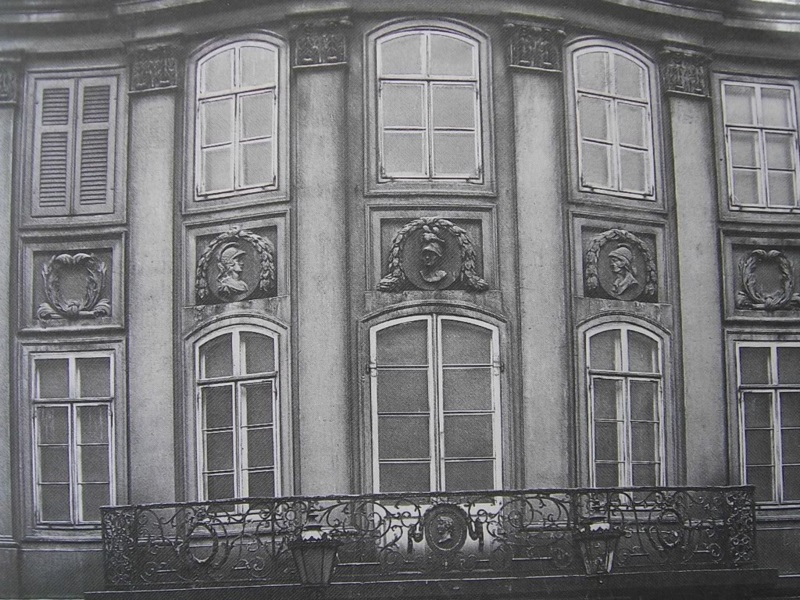
Mittelrisalit

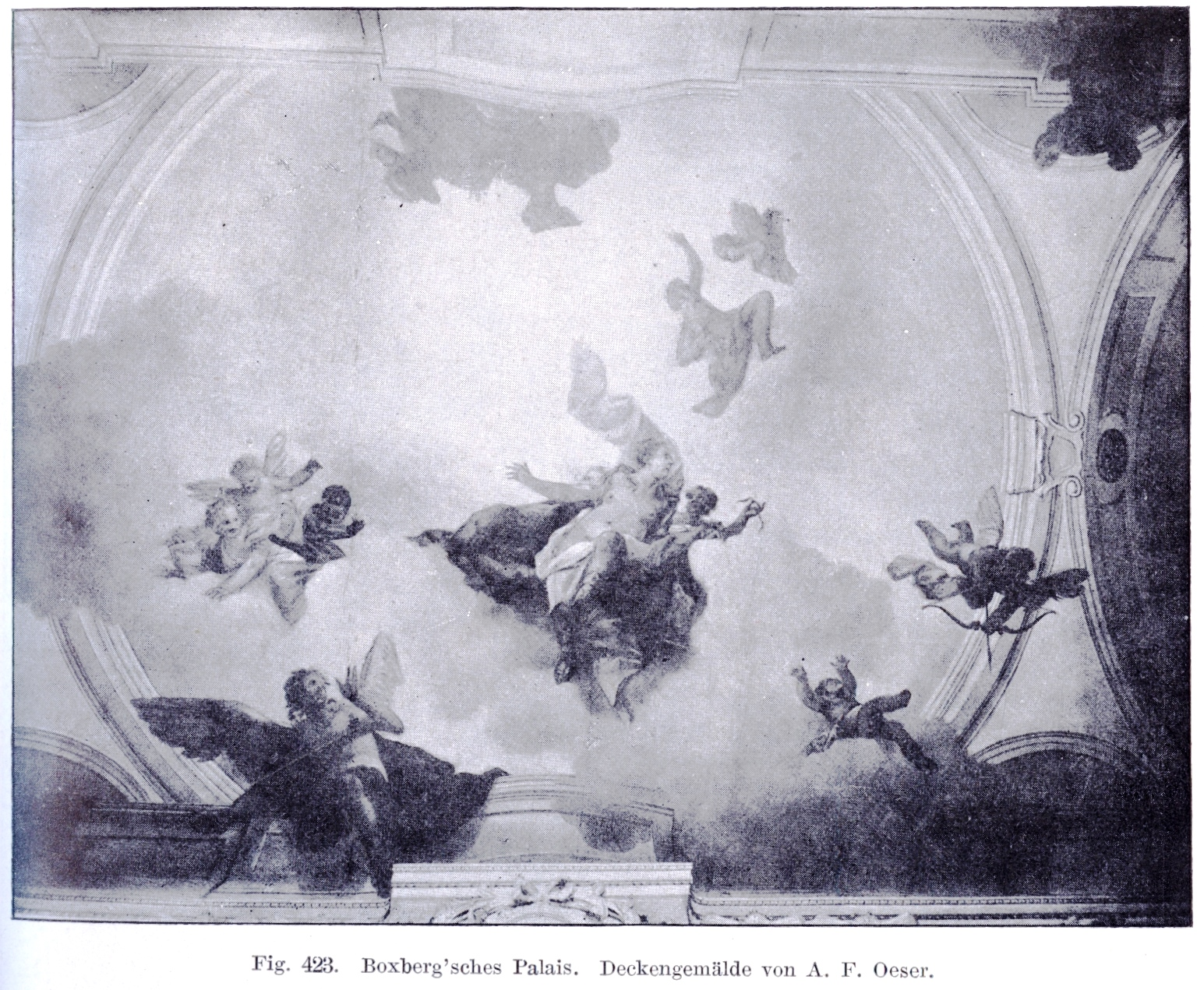
Deckengemälde von A. F. Oeser

Gartensaal

Vestibül

Das Boxberg’sche Palais war ein Palais an Südseite der Dresdner Waisenhausstraße zwischen Prager Straße und Trompeterstraße im Stadtteil Seevorstadt. Es wurde 1752 erbaut und 1899 abgebrochen. Das Gebäude entstand vermutlich nach Entwürfen von Julius Heinrich Schwarze, an der Innendekoration wirkten Adam Friedrich Oeser und später Johann Gottfried Panse mit.

## Geschichte
Johann Christian Hasche beschreibt das Gebäude als Neumanns Haus. Es habe durch seine Baukosten den Erbauer ins Elend gestürzt und sei „fast immerzu“ die Wohnung des russischen Gesandten gewesen und werde vom Fürsten Beloselsky bewohnt. Das Haus gehörte nach Hasche dem Juden Wolf Benjamin Eibeschütz, Sohn von Jonathan Eybeschütz, der den Titel Baron von Adlersthal führte. Es ließ den Garten mit Statuen, Grotten, Fontänen und einem Teich ausschmücken.  1799 lautete die Adresse: „Festungsgraben, Sth.Vst. 417, Freiherr von Adlersthal“. 1840 wird als Eigentümer des Hauses Justizrat Ferdinand August Meißner erwähnt. 1865 wohnte August Adolph von Berlepsch in dem Haus, der 1867 verstarb.

## Beschreibung
Die Fassade war in elf Achsen unterteilt. Über dem Untergeschoss erhoben sich die beiden Obergeschosse. Den mittleren fünf Achsen waren Pilaster vorgelegt. Die drei mittleren Fenster waren oval vorbauchend und zeigten als Abschluss Stichkappen. Darüber erhob sich ein Dachhaus mit geschwungenem und gekurvtem Giebel. Eine von Putten flankierte Vase war sowohl Schmuck als auch Bekrönung des Giebels.
Der „bedeutende dekorative“ Fassadenschmuck zwischen den Obergeschossen bestand aus den Reliefs römischer Krieger auf Medaillons, eingefasst von offenen Lorbeerkränzen. Im reichen schmiedeeisernen Rokokogitter befand sich ein von einem Perlstab umrahmter Cäsarenkopf auf einem ovalen Medaillon.
Auf der Rückseite des Palais befand sich ein Gartensaal, mit „noch ganz in den Formen der Barockmalerei“ gehaltenen allegorischen Darstellungen von Adam Friedrich Oeser unter der Decke. Die vor 1756 entstandene Arbeit bestand aus drei Fresken, deren Felder untereinander durch Wolken verbunden waren. Der Kunsthistoriker Cornelius Gurlitt beschreibt das Ensemble so: „Fliegende Gruppen und Einzelgestalten von lebhaftester Bewegung von einer grau in grau gehaltenen, den Blick in eine Luft freilassender Architektur.“
Die an den hinteren Ecken abgerundeten Wände des Gartensaals waren durch eine ionische Pilasterordnung gegliedert. In den Nischen standen Postamente mit Vasen, vor denen sich spielende Kinder befanden; das Material war Gips. Neben den Türen und vor den Interkolumnen der Fensterseite befanden sich Medaillons. Die Wand war mit Ölgemälden geschmückt. In der Mitte war ein Kamin aus Porzellan zu sehen, „in späten Rococoformen von reicher Ausbildung […] Die Stuckdecoration zeigte ein Gemisch von Rococoformen und solchen antikisierender Art“. Die Stuckreliefs über den Bildern und den Fenstern der Gartenseite zeigten an Stäbe aufrankende Blumen, zudem Embleme der Jagd und Gartenbaukunst, Bandschleifen, Palmblätter sowie Laubgewinde.
Der Gartensaal wurde laut dem Kunsthistoriker Fritz Löffler beim Umbau nach 1780 durch Johann Gottfried Panse frühklassizistisch verändert.

## Kunstgeschichtliche Bedeutung
Fritz Löffler schreibt das Gebäude dem Dresdner Architekten des Rokoko zu – „von unbekanntem Architekt, vielleicht J. H. Schwarze, in Rokokoformen errichtet“. Löffler bemerkt als Stilmerkmal Schwarzes vor allem die oval ausbauchende Form des Mittelrisaliten, die an seinen bedeutendsten Bauten zu erkennen sei:

„Die Qualität des Baus läßt nur einen ersten Architekten in Frage kommen. Wir würden es gerne Schwarze zuschreiben, dem es stilistisch am nächsten kommt. […] Das Palais […] wiederholte mit seinem ausbauchenden dreigeschossigen, dreiachsigen Mittelrisalit und dem aufgipfelnden, geschwungenen Giebel eine Form, die Schwarze mit der Gartenfront des Palais Mosczynska in die Dresdner Rokokoarchitektur eingeführt hatte und die in Hubertusburg sowie im Fassadenplan für Friedrichsstadt von 1745 wiederkehrte.“